# District d'Okara
Le district d'Okara est une subdivision administrative de la province du Pendjab au Pakistan. Constitué autour de sa capitale, Okara, le district est situé dans le centre-est de la province. Il est entouré par les districts de Nankana Sahib et Kasur au nord, par l'Inde à l'est, les districts de Bahawalnagar et Pakpattan au sud, et enfin les districts de Sahiwal et Faisalabad à l'ouest.
Fameux pour son agriculture qui alimente l'économie locale, le district dispose de terres fertiles et d'un climat chaud et humide. La population de trois millions d'habitants en 2017 parle très majoritairement le pendjabi, et constitue un fief politique conservateur majoritairement acquis à la Ligue musulmane du Pakistan (N).

## Histoire

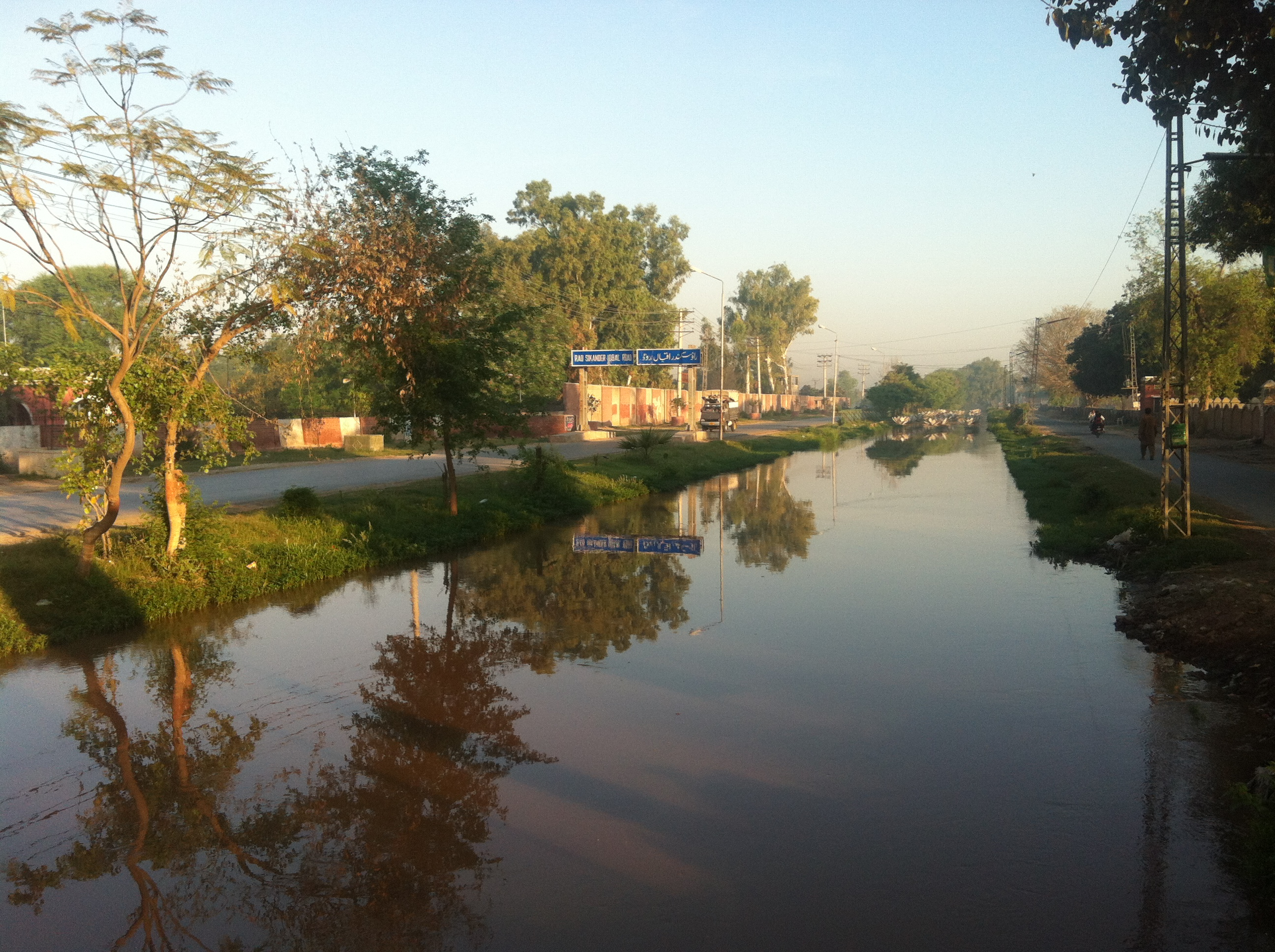
Canal d'Okara.

La ville d'Okara a été fondée au milieu de la forêt d'Okaan, d'où elle tire son nom. La région d'Okara était à l'époque du Raj britannique contenue dans le district de Montgomery. La région était fameuse pour son usine de nitrate de potassium et son industrie textile. À l'époque de la partition des Indes, la région qui est proche de la nouvelle frontière connait de forts mouvements de populations, les minorités hindoues et sikhs émigrent en Inde, tandis que des musulmans faisaient le trajet inverse. La population majoritairement musulmane soutenait largement la création du Pakistan et la Ligue musulmane.

## Économie
Le district d'Okara possédant des terres fertiles et un système d'irrigation hérité de l'empire britannique, l'agriculture occupe une forte place dans l'économie locale. On trouve des cultures de coton, blé, riz, patates, tomates, canne à sucre, maïs, orange, mangue, citron et goyave notamment. L'industrie est particulière liée à l'agriculture, puisqu'on trouve des moulins à farine et à huile et une industrie textile relativement importante.
Il est à noter que l'une des rares lignes de chemins de fer électrifiées traverse le district, sur le trajet Raiwind-Khanewal.

## Démographie
Lors du recensement de 1998, la population du district a été évaluée à 2 375 875 personnes, dont environ 23 % d'urbains. Le taux d'alphabétisation était de 38 % environ, dont 49 pour les hommes et 25 pour les femmes.
Le recensement suivant mené en 2017 pointe une population de 3 039 139 habitants, soit une croissance annuelle de 1,63 %, inférieure aux moyennes provinciale et nationale de 2,13 % et 2,4 % respectivement. Le taux d'urbanisation monte à 27 %.
La langue la plus parlée du district est le pendjabi, pour laquelle plusieurs dialectes cohabitent. Le district compte des minorités religieuses, soit 2,3 % d'hindous, 2 % de chrétiens et 0,4 % de sikhs en 1998.

## Administration

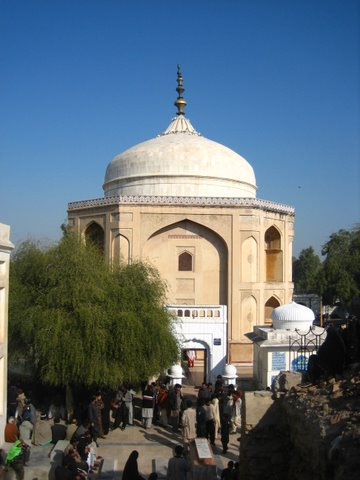
Mausolée de Daud Bandagi Kirmani à Shergarh.

Le district est divisé en trois tehsils, Dipalpur, Okara et Renala Khurd, et 113 Union Councils. Huit villes dépassent les 19 000 habitants, et la plus importante est de loin la capitale Okara, qui regroupe à elle seule près de 12 % de la population totale du district. Ces six villes regroupent quant-à elles plus de 93 % de la population urbaine, selon le recensement de 2017.
Avant 1982, ce district était intégré au sein du district Montgomery qui incluait aussi les districts de Pakpattan et Sahiwal.
| Ville             | Population (rec. 2017) |
| ----------------- | ---------------------- |
| Okara             | 357 935                |
| Dipalpur          | 99 858                 |
| Haveli Lakha      | 78 277                 |
| Hujra Shah Muqeem | 76 462                 |
| Renala Khurd      | 54 097                 |
| Basirpur          | 48 326                 |
| Ahmadabad         | 39 447                 |
| Gogera            | 19 766                 |

## Politique
Le district est représenté par les neuf circonscriptions no 185 à 193 à l'Assemblée provinciale du Pendjab. Lors des élections législatives de 2008, elles sont remportées par deux candidats de la Ligue musulmane du Pakistan (Q), deux du Parti du peuple pakistanais (PPP), un de la Ligue musulmane du Pakistan (N) et quatre indépendants, et durant les élections législatives de 2013 elles ont été remportées par huit candidats de la Ligue musulmane du Pakistan (N) et un du Mouvement du Pakistan pour la justice. À l'Assemblée nationale, il est représenté par les cinq circonscriptions no 143 à 147. Lors des élections de 2008, elles ont été remportées par trois candidats du PPP et deux indépendants, et durant les législatives de 2013 elles sont toutes remportées par des candidats de la Ligue (N).
Avec le redécoupage électoral de 2018, Okara est représenté par les quatre circonscriptions no 141 à 144 à l'Assemblée nationale et par les huit circonscriptions no 183 à 190 à l'Assemblée provinciale. Lors des élections de 2018, elles sont remportées par onze candidats de la Ligue (N) et un indépendant.
| Parti                                        | Voix (national) | %       | Élus nationaux | Élus provinciaux |
| -------------------------------------------- | --------------- | ------- | -------------- | ---------------- |
| Ligue musulmane du Pakistan (N)              | 495 511         | 50,52 % | 4              | 7                |
| Mouvement du Pakistan pour la justice        | 226 342         | 23,07 % | 0              | 0                |
| Parti du peuple pakistanais                  | 18 094          | 1,84 %  | 0              | 0                |
| Tehreek-e-Labbaik Pakistan                   | 14 263          | 1,45 %  | 0              | 0                |
| Autres partis                                | 2 323           | 0,24 %  | 0              | 0                |
| Indépendants                                 | 224 366         | 22,87 % | 0              | 1                |
| Total exprimés (participation : 58,2 %)      | 980 899         | 100 %   | 4              | 8                |
| Source : Commission électorale du Pakistan,. |                 |         |                |                  |